# 忌部子人
忌部 子人（いんべ/いみべ/いむべ の こびと/こおびと/おびと）は、飛鳥時代から奈良時代にかけての貴族。名は子首、首とも記される。ただし、忌部首と忌部小首は別人とも指摘される。姓は首のち連、宿禰。官位は従四位上・出雲守。
672年の壬申の乱の際、大海人皇子（天武天皇）側について倭京を守備した。天武天皇11年（682年）に帝紀と上古諸事の編纂の一員となり、中臣大島と共に少なくとも編纂初期の執筆の中心になった。これは没後間もない養老4年（720年）に『日本書紀』として完成した。長命を保ち天武朝から元正朝までの五朝に仕え、位階は従四位上に至る。

## 事績
天武天皇元年（672年）の壬申の乱の際、大海人皇子に味方して倭（大和国）で挙兵した大伴吹負は、まず倭京（近江大津宮に対し、飛鳥の古い京）を奪い、ついで北に軍を進めた。進軍の途中、7月3日に荒田尾赤麻呂が吹負に本営の古京（倭京）の守りを固めるべきだと進言した。そこで吹負は赤麻呂と忌部首子人を遣わして、古京を守らせた。赤麻呂らは道路の橋板を取り壊して楯に作りかえ、四つ辻に立てておいた。4日に吹負の軍を破って南に進んだ大野果安は、八口に至って高所から京を遠望した。果安は街区ごとに楯が並べられているのをみて、伏兵を疑って引き上げた。『日本書紀』には他に子人の活躍は見えない。
天武天皇9年（680年）連姓を与えられ、首は弟の色弗と共に喜んで天皇を拝した。天武天皇10年（681年）天皇は大安殿で帝紀と上古の諸事を記し定めることを命じた。6人の皇族と6人の他の官人の中に、小錦中忌部連首の名がある。忌部首と中臣大島は自ら筆をとって記録したと特に記され、中心執筆者であったことがわかる。これが『日本書紀』編纂の着手を意味すると考えられている。天武天皇13年（684年）八色の姓の制定に伴い、忌部連など連姓の50氏族が宿禰姓を与えられた。
大宝元年（701年）大宝律令の施行を通じて従五位下に叙せられ、翌大宝2年（702年）従五位上に進む。慶雲元年（704年）伊勢太神宮に遣わされ、幣帛・鳳凰鏡・窠子錦を供えた。和銅3年（710年）出雲守に任ぜられると（この時の位階は正五位下）、和銅4年（711年）正五位上、和銅7年（714年）従四位下と元明朝で順調に昇進し、元正朝の養老2年（718年）従四位上に至る。
養老3年（719年）閏7月15日に卒去。最終官位は散位従四位上。『日本書紀』完成を舎人親王が天皇に報告したのは、翌年5月21日であった。

## 官歴など
『六国史』による。
- 天武天皇元年（672年） 7月3日：壬申の乱において荒田尾赤麻呂と共に古京を守備
- 天武天皇9年（680年） 1月8日：首姓から連姓に改姓
- 天武天皇10年（681年） 3月17日：帝紀と上古の諸事の編纂を命じられた（冠位は小錦中）
- 天武天皇13年（684年） 12月2日：連姓から宿禰姓に改姓
- 時期不詳：従五位下
- 大宝2年（702年） 3月11日：従五位上
- 慶雲元年（704年） 11月8日：伊勢神宮に幣帛
- 時期不詳：正五位下
- 和銅3年（710年） 3月13日：出雲守
- 和銅4年（711年） 4月7日：正五位上
- 和銅7年（714年） 1月5日：従四位下
- 養老2年（718年） 1月5日：従四位上
- 養老3年（719年） 閏7月15日：卒去。最終官位は散位従四位上。